# Regionalwahl im Aostatal 1954
Die Regionalwahl im Aostatal 1954 fand am 16. November statt.

## Wahlergebnis
| Listen            | Listen                                                | Stimmen | %    | Mandate |
| ----------------- | ----------------------------------------------------- | ------- | ---- | ------- |
|                   | Concentrazione Partiti Democratici (DC – PLI – PSDI)  | 22.663  | 40,7 | 25      |
|                   | Unione Democratica Autonomista Valdostana (PCI – PSI) | 16.794  | 30,1 | 9       |
|                   | Union Valdôtaine                                      | 16.278  | 29,2 | 1       |
| Gesamt            | Gesamt                                                | 55.735  | 100  | 35      |
|                   |                                                       |         |      |         |
| Ungültige Stimmen | Ungültige Stimmen                                     | 2.101   | 3,6  |         |
| Wähler            | Wähler                                                | 57.836  | 90,4 |         |
| Wahlberechtigte   | Wahlberechtigte                                       | 64.010  |      |         |